# 勝部村
勝部村（かちべそん）は、鳥取県気高郡にあった自治体である。1896年（明治29年）3月31日までは気多郡に属した。

## 概要
現在は鳥取市西端の青谷町桑原・青谷町澄水（すんず）・青谷町楠根・青谷町紙屋・青谷町田原谷・青谷町八葉寺（はつしょうじ）に相当する。勝部川上流域に位置した。
勝部の名は、南鮮からの渡来人「勝」（すぐり、朝鮮語で村主・村長の意味）の居住した地「勝部」（すぐりべ）に由来すると考えられる。平安時代からは気多郡勝部郷と称した。
藩政時代には鳥取藩領の気多郡勝部奥郷（かちべおくのごう）に属する八葉寺村・田原谷村・紙屋村・楠根村・澄水村・桑原村があった。

## 沿革
- 1881年（明治14年）9月12日 - 鳥取県再置。
- 1883年（明治16年）3月 - 鳴瀧村（後の中郷村大字鳴瀧）に置かれた気多郡第七連合戸長役場の管轄区域となる[1]。
- 1889年（明治22年）10月1日 - 町村制の施行により、八葉寺村・田原谷村・紙屋村・楠根村・澄水村・桑原村が合併して村制施行し、気多郡勝部村が発足。旧村名を継承した6大字を編成し、役場を紙屋村に設置[1][3]。
- 1896年（明治29年）4月1日 - 郡制の施行により、高草郡・気多郡の区域をもって気高郡が発足し、気高郡勝部村となる。
- 1915年（大正4年）1月1日 - 「勝部村大字◯◯村」から大字の「村」を削除し、「勝部村大字◯◯」と改称[4]。
- 1933年（昭和8年）1月1日 - 役場位置を大字紙屋字河原町194番ノ1に変更[5]。
- 1953年（昭和28年）7月1日 - 青谷町（初代）・中郷村・日置谷村と合併し、改めて青谷町（2代）が発足。同日勝部村廃止[6]。

## 行政

### 歴代村長
| 代            | 氏名         | 就任年月日             | 退任年月日                | 出身   | 備考 |
| ------------- | ------------ | ---------------------- | ------------------------- | ------ | ---- |
| 初            | 尾崎重平     | 1889年（明治22年）11月 | 1892年（明治25年）3月     | 澄水   |      |
| 2             | 長田吉三郎   | 1892年（明治25年）5月  | 1893年（明治26年）2月     | 紙屋   |      |
| 3             | 長谷川律次郎 | 1893年（明治26年）3月  | 1894年（明治27年）4月     | 澄水   |      |
| 4             | 尾崎重平     | 1894年（明治27年）7月  | 1897年（明治30年）5月     | 澄水   |      |
| 5             | 植田国吉     | 1897年（明治30年）5月  | 1898年（明治31年）9月     | 八葉寺 |      |
| 6             | 長谷川駒蔵   | 1898年（明治31年）9月  | 1899年（明治32年）10月    | 澄水   |      |
| 7             | 長谷川律次郎 | 1899年（明治32年）10月 | 1899年（明治32年）11月    | 澄水   |      |
| 8             | 長谷川栄松   | 1899年（明治32年）11月 | 1900年（明治33年）3月     | 澄水   |      |
| 9             | 山根芳五郎   | 1900年（明治33年）4月  | 1901年（明治34年）3月     | 楠根   |      |
| 10            | 稲脇仲蔵     | 1901年（明治34年）4月  | 1901年（明治34年）4月     | 八葉寺 |      |
| 11            | 長谷川駒蔵   | 1901年（明治34年）5月  | 1902年（明治35年）9月     | 澄水   |      |
| 12            | 植田国吉     | 1902年（明治35年）10月 | 1903年（明治36年）6月     | 八葉寺 |      |
| 13            | 尾崎重平     | 1903年（明治36年）6月  | 1905年（明治38年）12月    | 澄水   |      |
| 14            | 植田国吉     | 1905年（明治38年）12月 | 1913年（大正2年）1月      | 八葉寺 |      |
| 15            | 清水増治郎   | 1913年（大正2年）2月   | 1915年（大正4年）4月      | 桑原   |      |
| 16            | 植田国吉     | 1915年（大正4年）4月   | 1916年（大正5年）8月      | 八葉寺 |      |
| 17            | 尾崎重平     | 1917年（大正6年）2月   | 1918年（大正7年）2月      | 澄水   |      |
| 18            | 長谷川駒蔵   | 1918年（大正7年）5月   | 1920年（大正9年）1月      | 澄水   |      |
| 19            | 勝川豊吉     | 1921年（大正10年）3月  | 1933年（昭和8年）3月      | 紙屋   |      |
| 20            | 尾崎孝順     | 1933年（昭和8年）6月   | 1935年（昭和10年）3月     | 澄水   |      |
| 21            | 中林雄平     | 1935年（昭和10年）4月  | 1945年（昭和20年）6月     | 桑原   |      |
| 22            | 伊藤勝市     | 1945年（昭和20年）7月  | 1946年（昭和21年）11月    | 八葉寺 |      |
| 23            | 池田正由     | 1947年（昭和22年）4月  | 1947年（昭和22年）12月    | 八葉寺 |      |
| 24            | 尾崎晴二     | 1948年（昭和23年）1月  | 1953年（昭和28年）6月30日 | 桑原   |      |
| 参考文献 - ・ |              |                        |                           |        |      |

## 教育
- 勝部村立勝部小学校（後の鳥取市立勝部小学校、2007年閉校）
- 中郷村外三か村学校組合立山西中学校（1947年4月 - 1948年3月）：中郷村大字亀尻257番地に中郷村・勝部村・日置村・日置谷村の組合立として創設。しかし4ヶ村の組合立が地域的に困難であることから2ブロックに分かれることになり、1年で閉校した[1]。
- 中郷村勝部村学校組合立山西第一中学校（1948年4月以降）：中郷村大字亀尻257番地に所在。合併後は青谷町立となる。1958年（昭和33年）9月30日統合により新・青谷中学校となり閉校、同第一校舎となる[1]。